# Ерве Ревеллі
Ерве Ревеллі (фр. Hervé Revelli, нар. 5 травня 1946, Верден) — французький футболіст, що грав на позиції нападника, зокрема за клуб «Сент-Етьєн», а також національну збірну Франції.
По завершенні ігрової кар'єри — тренер, насамперед відомий роботою з клубними командами і збірними країн Африки.
Семиразовий чемпіон Франції. Чотириразовий володар Кубка Франції. Триразовий володар Суперкубка Франції.

## Клубна кар'єра
У дорослому футболі дебютував 1965 року виступами за команду «Сент-Етьєн», в якій протягом наступних шести сезонів взяв участь у 189 матчах чемпіонату. Був основним гравцем атакувальної ланки команди і одним з її головних бомбардирів, маючи середню результативність на рівні 0,67 гола за гру першості. За цей період чотири рази ставав чемпіоном Франції. Двічі, в сезонах 1966/67 і 1969/70, забивши відповідно 31 і 28 голів, до чемпіонської медалі додавав звання найкращого бомбардира національної першості.
Протягом 1971—1973 років захищав кольори «Ніцца», після чого повернувся до «Сент-Етьєна». Команда продовжувала домінувати у французькому футболі, і протягом наступних п'яти років нападник ще тричі ставав у її складі чемпіоном країни, незмінно демонструючи високу результативність.
1978 року 32-річний гравець перебрався до Швейцарії, де протягом двох років грав за «Шенуа», після чого повернувся на батьківщину, де завершував кар'єру у 1980—1983 роках виступами за «Шатору».
На час завершення ігрової кар'єри мав найкращий результат серед бомбардирів Ліги 1 — 215 забитих м'ячів. У 80-х роках його досягнення поліпшили аргентинець Деліо Онніс (299) і чемпіон Європи-1984 Бернар Лякомб. Входить до п'ятірки гравців, які мають у своєму активі по сім перемог у чемпіонаті Франції (разом з Жан-Мішелем Ларке, Сіднеєм Гову, Грегорі Купе і Жуніньйо Пернамбукано).

## Виступи за збірну
1966 року дебютував в офіційних матчах у складі національної збірної Франції. Загалом протягом десятирічної кар'єри у національній команді провів у її формі 30 матчів, забивши 15 голів.
Одним з його партнерів у збірній і «Сент-Етьєні» був молодший брат Патрік Ревеллі.

## Кар'єра тренера
Виступаючи у Швейцарії за «Шенуа» протягом 1978—1980 років, був граючим тренером команди. Згодом обіймав аналогічну посаду в «Шатору», після чого остаточно завершив кар'єру гравця і зосередився на тренерській роботі.
Окрім нижчолігових французьких команд багато працював в Африці. Спочатку протягом 1983—1984 років тренував туніський «Сфаксьєн», до якого згодом повертався наприкінці 1990-х. У 2000-х очолював тренерські штаби туніського ж «Бізертена», а також алжфрських «Орана», «МК Алжира» та «ЕС Сетіфа».
Мав досвід роботи з національними командами — 1989 року очолював збірну Маврикію, а 2004 року був головним тренером національної команди Беніну.

## Титули і досягнення

### Командні
- Чемпіон Франції (7):

«Сент-Етьєн»: 1967, 1968, 1969, 1970, 1974, 1975, 1976
- Володар Кубка Франції (4):

«Сент-Етьєн»: 1968, 1970, 1975, 1977
- Володар Суперкубка Франції (3):

«Сент-Етьєн»: 1967, 1968, 1969

### Особисті
- Футболіст року у Франції (1):

1969
- Найкращий бомбардир чемпіонату Франції (2):

1966-67 (31 гол), 1969-70 (28 голів)